# أسامي يوشيدا (كرة سلة)
أسامي يوشيدا (باليابانية: 吉田亜沙美) مواليد 9 أكتوبر 1987 في طوكيو، هي لاعبة كرة سلة يابانية. بدأت مسيرتها الاحترافية في سنة 2006. وتحمل الرقم 0. يبلغ طولها 5 قدم 5 بوصة (1.7 م). مثلت منتخب بلادها. شاركت في دورة الألعاب الأولمبية الصيفية سنة 2016. حققت المركز الثالث في دورة الألعاب الآسيوية 2006.

## الميداليات
| الميدالية | المسابقة                   |
| --------- | -------------------------- |
| برونزية   | دورة الألعاب الآسيوية 2006 |
| برونزية   | دورة الألعاب الآسيوية 2010 |

## روابط خارجية
- أسامي يوشيدا على موقع الاتحاد الدولي لكرة السلة (الإنجليزية)
- أسامي يوشيدا على موقع كرة السلة الأوروبية.كوم (الإنجليزية)
- أسامي يوشيدا على موقع بروبوليرز (الإنجليزية)
- أسامي يوشيدا على موقع سبورتس رفرنس (الإنجليزية)
- أسامي يوشيدا على موقع أوليمبيديا (الإنجليزية)